# Wojciuliszki
Wojciuliszki (dodatkowa nazwa w j. litewskim – Vaičiuliškės) – wieś w Polsce położona w województwie podlaskim, w powiecie sejneńskim, w gminie Puńsk.
W latach 1975–1998 miejscowość administracyjnie należała do województwa suwalskiego.